# Рей Музика

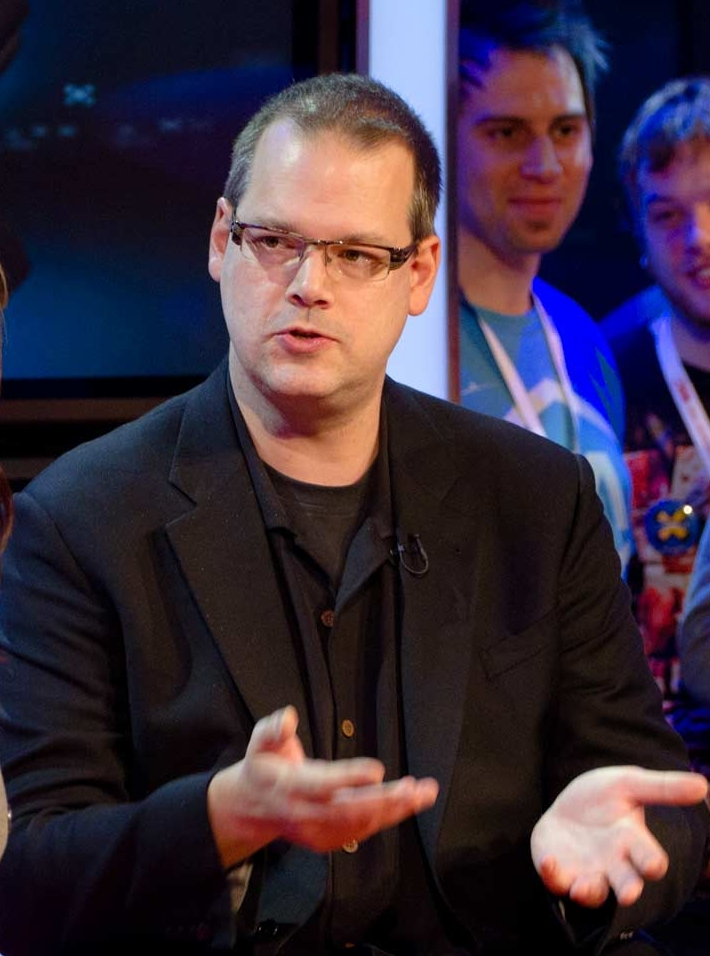
Рей Музика

Рей (Реймонд) Музи́ка — канадієць українського походження, засновник компанії-розробника відеоігор BioWare спільно з Грегом Зещуком, колишній директор BioWare, старший віце-президент і генеральний керівник підрозділу рольових ігор Electronic Arts. Після продажу BioWare Electronic Arts у 2008 році, Музика став генеральним директором і віце-президентом EA, поєднуючи посаду з управлінням BioWare. 19 вересня 2012 було оголошено про його відхід зі студії. Також Bioware покинув і інший її засновник — Грег Зещук. Музика заснував і очолює приватну компанію ThresholdImpact, є учасником численних бізнес-платформ і спільнот, що займаються навчанням керівників та впровадженням нових технологій.

## Біографія
Народився 1969 року в Едмонтоні. У віці 9-10 років отримав персональний комп'ютер Apple II, на якому зацікавився програмуванням і відеоіграми.
Навчаючись в Альбертському університеті на лікаря, познайомився з Грегом Зещуком. Обоє об'єднувало захоплення кіно, відеоіграми та коміксами. Рей і Грег розробляли симулятор реакцій кислот і основ Acid-Base Simulator, а невдовзі взялися за створення комп'ютерного гастроентерологічного симулятора Gastroenterology Patient Simulator. Рей закінчив університет у 1990, а в 1992 став доктором медицини.
Разом з Грегом Зещуком і ще одним лікарем, Августином Їпом, 1 лютого 1995 заснував компанію BioWare, розташовану в підвалі Грегового будинку. Першою відеогрою компанії стала Shattered Steel (1996) розроблена для DOS. У 1997 року Августин Їп залишив колектив і повернувся до медичної практики. Рей працював сімейним лікарем до 2000. Діяльність BioWare привернула увагу компанії Interplay Productions з Ірвіна, Каліфорнія. За її допомоги було видано Baldur's Gate (1998), що принесла BioWare славу. Надалі компанією було випущено успішні ігри та ігрові серії: MDK2, Neverwinter Nights, Star Wars: Knights of the Old Republic, Jade Empire, Mass Effect і Dragon Age. Baldur's Gate, Neverwinter Nights  і Star Wars: Knights of the Old Republic стали класикою рольових відеоігор, що забезпечило подальший успіх і появу серій Mass Effect і Dragon Age. Паралельно Рей навчався в Університеті Західного Онтаріо і в 2001 став магістром бізнес-адміністрування.
Після продажу BioWare Electronic Arts у 2008 році, Музика став генеральним директором, а в 2009 — віце-президентом EA, поєднуючи посаду з управлінням BioWare. За його керівництва під лейблом BioWare було об'єднано низку студій (Mythic, EA Redwood Shores, EA Los Angeles) та укладено угоди про інтелектуальну власність із LucasArts/LucasFilm, Legendary Entertainment, Arad Productions, Microsoft, Sega, Atari, Hasbro, Sony, Nintendo, Epic, Apple та багатьма іншими компаніями. Рей також став членом бізнес-платформ і спільнот, що займаються навчанням керівників та впровадженням нових технологій: учасником Young Presidents’ Organization, A100, венчурним радником iNovia Venture Capital, головою University of Alberta Venture Mentoring Service Board of Advisors, членом Ashoka Support Network і публічним членом Board of Governors of the University of Alberta. Крім того член Alberta Research and Innovation Advisory Committee (ARIAC), Alberta Premier's Advisory Committee on the Economy, спостерігач рад Athletigen та SeamlessMD, учасник палати радників Breadware. Був у раді Academy of Interactive Arts and Sciences впродовж 2001—2008, а також запрошеним членом British Academy of Film and Television Arts (BAFTA LA Chapter) та входив до ради піклувальників Stollery Children's Health Foundation впродовж 2012—2015.
18 вересня 2012 Зещук і Музика заявили про свій вихід з BioWare. Рей пояснив своє рішення тим, що досягнув усього, чого сподівався у сфері відеоігор, і бажає спробувати себе в соціальному підприємництві, впроваджуючи інновації й захищаючи права людини по світу, для чого 2012-го заснував ThresholdImpact і є її виконавчим директором. У липні 2017 був призначений в Консультативний комітет з досліджень та інновацій Альберти.

## Захоплення азартними іграми
Рей Музика регулярно бере участь у турнірах з покеру World Series of Poker. У 2006 році він був запрошений на спеціальний покерний турнір D.I.C.E. (Design Innovate Communicate Entertain), в якому брали участь зірки шоу-бізнесу та лідери компаній-розробниківі відеоігор. Рей дійшов до фінального столу, і переміг, обігравши в фіналі Майка Морхейма з Blizzard. У 2008 виборов першість у WCPC (Western Canadian Poker Tour), а в 2010 вдруге виграв D.I.C.E. і став першим, хто зумів це зробити.